# Miriam Brouwer
Miriam Brouwer (14 november 1991) is een Canadees baan- en wegwielrenster. Brouwer nam in 2019 deel aan de Pan-Amerikaanse Spelen in Lima. Ze behaalde tijdens deze spelen samen met Maggie Coles-Lyster een tweede plaats op de koppelkoers en samen met Laurie Jussaume, Erin Attwell en Maggie Coles-Lyster een tweede plaats op de ploegenachtervolging.

## Overwinningen

### Baanwielrennen
| Jaar      | CK                                          | PK                   | WK        | Overig                                                    |
| Als elite | Als elite                                   | Als elite            | Als elite | Als elite                                                 |
| --------- | ------------------------------------------- | -------------------- | --------- | --------------------------------------------------------- |
| 2018      | ploegenachtervolging                        | ploegenachtervolging |           |                                                           |
| 2019      | ploegenachtervolging · koppelkoers · omnium |                      |           | Pan-Amerikaanse Spelen: ploegenachtervolging, koppelkoers |
| 2020      |                                             |                      |           |                                                           |